# Águeda (rivier)
De Águeda is een rivier in het westen van Spanje. Het is een linkerzijrivier van de Douro. Ze ontspringt nabij de gemeente Navasfrías in de provincie Salamanca. Vandaar loopt ze naar het noord-oosten tot in Ciudad Rodrigo. Onderweg zijn er stuwdammen op de rivier gebouwd, de Embalse de Irueña en de Embalse del Águeda.
Vanaf Ciudad Rodrigo loopt de rivier naar het noord-westen, door grotendeels onbewoond gebied. De laatste 22 kilometer van de loop vormt de grens met Portugal. Dit gebied is een natuurpark, zowel in Spanje (Natuurpark Arribes del Duero) als in Portugal (International Douro Natural Park). Nabij de rivier werden de befaamde rotstekeningen gevonden van Siega Verde, sedert 2010 Werelderfgoed.  
De Águeda vloeit in de Douro op de Spaans-Portugese grens nabij Barca d’Alva in Escalhão.